# Santino Di Matteo
Santono Di Matteo, född 7 december 1954 i Altofonte, var medlem av den sicilianska maffian i Corleone. Han var en av avhopparna och skulle vittna mot maffian; som hämnd beordrade Giovanni Brusca att Di Matteos 12-årige Giuseppe son skulle kidnappas. Santino Di Matteo försökte att förhandla med kidnapparna, men efter mer än två år i fångenskap mördades sonen under brutala omständigheter.